# Tamara Bunke
Haydée Tamara Bunke Bider (Buenos Aires, Argentina; 19 de noviembre de 1937-Ñancahuazú, Santa Cruz, Bolivia; 31 de agosto de 1967), conocida como Tamara Bunke, o bajo su nombre de guerra, Tania, fue una activista revolucionaria, espía al servicio de Cuba y guerrillera argentina. Murió cuando su pequeña columna guerrillera cayó en una emboscada. Se desempeñaba a las órdenes del Che Guevara en la Guerrilla de Ñancahuazú, Bolivia. Sus restos mortales no fueron identificados hasta 1998. Trasladados a Cuba se encuentran enterrados en Mausoleo del Che Guevara ubicado en la provincia de Villa Clara, junto a los restos de Guevara y otros 28 guerrilleros que estuvieron bajo su mando en Bolivia.

## Infancia y adolescencia
Su padre, Erich Bunke, era alemán y su madre, Nadia Bider, polaca, ambos militantes comunistas, emigraron a la Argentina en 1935 escapando de los nazis, radicándose en Buenos Aires, donde nacieron sus hijos Tamara y Olaf. Se instalaron en el barrio de Once, viviendo primero en un edificio de la esquina de Corrientes y Pasteur, y luego en Sarmiento 2106. Su padre y su madre continuaron su militancia clandestina en el Partido Comunista Argentino. A Tamara su familia la llamaba Tamara, o simplemente Ita.
Realizó sus estudios primarios en la Escuela Cangallo Schule (aún existente, ubicada en la calle Tte. Gral. Juan Domingo Perón 2169), donde su padre era maestro, revelando gran interés por la música y la danza folklórica. Aprendió a tocar el piano, la guitarra y sobre todo el acordeón, acompañándose con ellos para cantar. Le gustaba folklore argentino, especialmente las zambas, siendo sus dos preferidas “El arriero”, canción social del célebre folklorista comunista Atahualpa Yupanqui y "La Felipe Varela", sobre la guerra de guerrillas gauchas.
Al finalizar sus estudios primarios en 1951, empezó a estudiar en la Escuela Normal 9 y se vinculó con la Federación Juvenil Comunista, donde fue colaboradora de la revista Juventud. También concurría habitualmente al Club Vorwärts en Quilmes, donde se destacó como deportista.
Ya finalizada la Segunda Guerra Mundial, en 1952, sus padres decidieron volver a su país y emigraron con Tamara a la República Democrática Alemana o Alemania Oriental, organizada ya como país comunista. En Berlín Oriental estudió en la Facultad de Letras de la Universidad Humboldt, habiendo sido también instructora de tiro deportivo. Antes de cumplir 20 años hablaba cinco idiomas: francés, inglés, alemán, ruso y español.
Mostrando un fuerte compromiso con los ideales comunistas, a los 18 años, Tamara ingresó al Partido Socialista Unificado de Alemania, con la idea de regresar a la Argentina para luchar por la revolución comunista en su país natal. En 1956 le escribe a un amigo y le pregunta “¿Podéis escribirme sobre el trabajo del Partido y en especial de la juventud allá en la Argentina?” y en 1957 señala por carta “me vuelvo a más tardar a comienzos del 59”.
En 1959 se trasladó a Viena para participar en el VII Festival Mundial de la Juventud y los Estudiantes, como parte de la delegación argentina. En diciembre de 1960 había concluido los trámites necesarios para volver a la Argentina, pero cuando estaba a punto de partir, conoció en Alemania a la bailarina cubana Alicia Alonso y al Che Guevara, argentino como ella y héroe de la Revolución Cubana realizada el año anterior. Tomó entonces la decisión de ir hacia Cuba.

## En Cuba

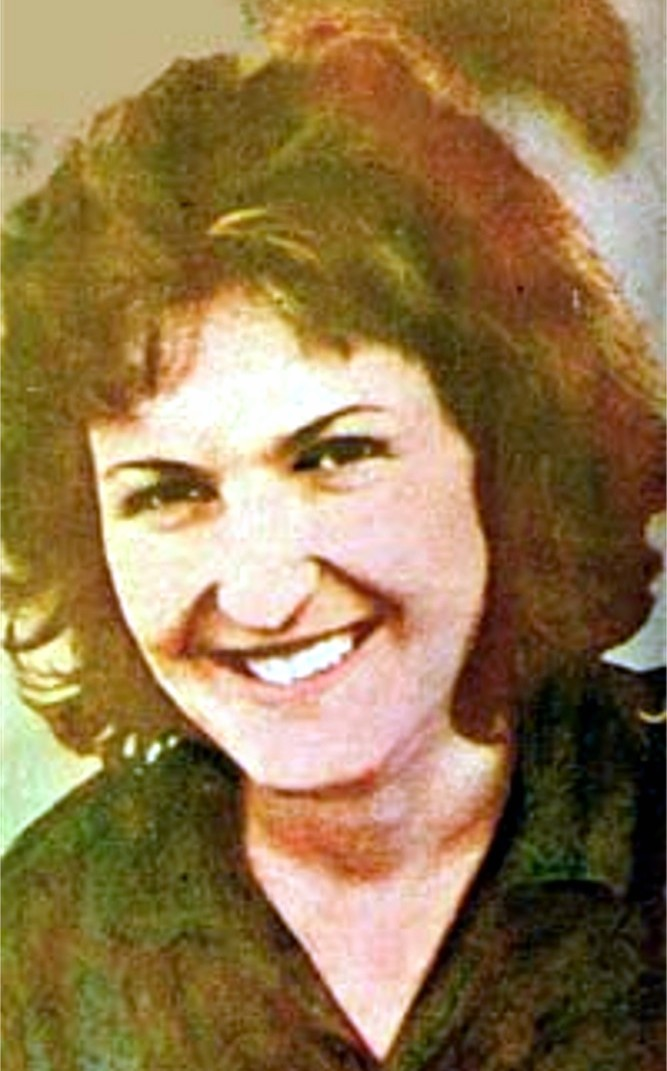
Tamara Bunke (Tania) en Cuba

Como resultado de su encuentro en Alemania, Alicia Alonso, en nombre del Ballet Nacional de Cuba, invitó a Tamara Bunke a trasladarse a La Habana. Llegó a Cuba el 12 de mayo de 1961 y estudió periodismo en la Universidad de La Habana. Trabajó en el Ministerio de Educación (MINED), el Instituto Cubano de Amistad con los Pueblos (ICAP) y en la Dirección Nacional de la Federación de Mujeres Cubanas (FMC).
Tamara se vincula con la comunidad argentina que se había trasladado a Cuba y actúa bailando y cantando danzas folklóricas argentinas en ocasión de la celebración del aniversario de la Revolución de mayo de 1810, ocasión en la que el propio Che Guevara dirigió unas palabras a los presentes, para convocarlos a sumarse a su proyecto de extender a otras partes de América Latina. Ante la reticencia de los militantes comunistas argentinos frente a la propuesta de Guevara, Tamara tomó distancia de la comunidad argentina y se suma al proyecto de Guevara.

## Operación Fantasma
Propuesta por el Che Guevara, Tamara ingresa a lo que se denominó "Operación Fantasma", toda un área de la inteligencia cubana dedicada a promover movimientos insurreccionales en América del Sur (Argentina, Colombia, Perú, Uruguay y Venezuela), que debía pasar completamente desapercibido para las demás áreas de la inteligencia cubana, así como sus aliados del bloque soviético y especialmente de la CIA. Tamara fue seleccionada por Ulises Estrada, responsable de la Operación Fantasma, luego de examinar a otras dos mujeres argentina, Isabel Leguía y Lidia Guerberoff.
En 1963 comenzó a entrenarse con el fin de servir en tareas de inteligencia y contrainteligencia de los servicios de espionaje cubanos, en la ciudad de Cienfuegos, donde adopta su célebre nombre de guerra, Tania. Eligió "Tania" como nombre de guerra en homenaje a Zoya Kosmodemiánskaya, partisana soviética que durante la Segunda Guerra Mundial también llevó el nombre de Tania cuando se encontraba en la clandestinidad.

## En Bolivia
Tras el entrenamiento por parte del Ministerio del Interior cubano, Tamara Bunke llegó a Bolivia en 1964 con órdenes directas del Che Guevara de establecer relaciones con representantes de la clase política y del ejército, con el fin de crear condiciones favorables para la apertura de un futuro frente revolucionario. Con el fin de cumplir esta tarea adoptó la identidad de Laura Gutiérrez Bauer.
En La Paz se vinculó con los pintores Juan Ortega Leytón y Moisés Chire Barrientos, resultando este último pariente del presidente boliviano. Además, estableció relación con Gonzalo López Muñoz, jefe de la Dirección Nacional de Informaciones de la Presidencia. Su grado de infiltración fue tan alto que trabó amistad con Alfredo Ovando Candía, ministro de Defensa, y René Barrientos Ortuño, presidente de Bolivia. Impartió clases particulares de idioma alemán a los hijos de la clase alta local, a fin de relacionarse con sus familiares y obtener información útil para las guerrillas de Guevara, a las cuales apoyaría en cuanto recibiera las órdenes respectivas.
A comienzos de 1966, habiendo sido evaluado su trabajo como exitoso por el gobierno cubano, se le comunicó a Bunke que le había sido concedida la membresía del Partido Comunista de Cuba. Contrajo matrimonio, por otra parte, con Mario Martínez, un estudiante de ingeniería eléctrica, con lo cual obtuvo el pasaporte boliviano y consiguió mayor libertad de movimientos para sus actividades de espionaje.

## Guerrilla y muerte
Las tareas de Bunke consistían en ser una espía "durmiente", dedicada solo a reunir datos mediante la infiltración, esperando alguna orden para recién entrar en acción. De hecho, durante su estancia en Bolivia las actividades de Tamara Bunke se concentraron en recoger datos e información que pudieran ser útiles al servicio de espionaje en Cuba y sus jefes nunca proyectaron su participación activa en una guerrilla. 
No obstante, al saber mediante sus jefes en Cuba que el Che Guevara había llegado a Bolivia para iniciar una lucha de guerrillas, Tamara Bunke se unió al grupo guerrillero para entrar en combate. Aunque en un principio el Che Guevara la prefería continuando en sus labores para el espionaje cubano, Bunke insistió en integrarse como combatiente, aprovechando que había recibido entrenamiento en el manejo de armas tanto en Alemania Oriental como en Cuba. Así terminó incorporándose al grupo del comandante Juan Vitalio Acuña Nuñez "Joaquín", pero destinada en la práctica a funciones de enfermería e intendencia, lejos de la primera línea de lucha. 
Cuando Guevara dividió su columna en dos, su fuerza se debilitó (las mismas no volverían a reunirse) y eso forzó a que Tamara fuese incorporada como combatiente pese a que su salud se había quebrantado a causa de las dificultades de la vida en los campamentos guerrilleros y el duro clima tropical. Murió en combate el 31 de agosto de 1967, durante una emboscada a la que fue guiada junto a su grupo por Honorato Rojas en Vado del Yeso, Puerto Mauricio, en el Río Grande de Bolivia.
Sus restos fueron identificados y trasladados a Cuba en 1998, estando actualmente en Santa Clara.

## Legado
- El planeta menor 2283 Bunke, descubierto en 1974 por la astrónoma soviética Lyudmila Zhuravlyova, fue nombrado en honor de Tamara Bunke.[8]
- El cantante y compositor venezolano Alí Primera escribió una canción titulada Tania, en conmemoración de Bunke y su dedicación a la Revolución Comunista.
- El cantante, compositor y escritor chileno Patricio Manns compuso una canción en homenaje a la guerrillera, llamada justamente "Tamara Bunke" e incluida en su álbum homónimo "Patricio Manns", grabado para el sello Philips en 1971.
- El personaje de Tania en el videojuego Command and Conquer está basado en ella.
- Durante su participación en el Ejército Simbiótico de Liberación, Patricia Hearst tomó el alias de "Tania".
- La revolucionaria chilena Cecilia Magni del FPMR, adoptó el alias de "comandante Tamara" en su memoria.
- En el juego "Metal Gear Solid 3 Snake Eater", el personaje conocido como EVA (espía rusa) utiliza el pseudónimo "Tania" entre otros nombres.
- En el libro "Yo soy Fidel", la novia del protagonista se llama Tania en honor a Bunke.

## Filmografía
| Año  | Película                                                             | Director          | Actriz          |
| ---- | -------------------------------------------------------------------- | ----------------- | --------------- |
| 1969 | Che                                                                  | Richard Fleisher  | Linda Marsh     |
| 1971 | Die drei Gesichter der Tamara Bunke Los tres rostros de Tamara Bunke | Helmuth Ashley    | Andrea Jonasson |
| 2008 | Guerrilla                                                            | Steven Soderbergh | Franka Potente  |